# Полет 012 на „Аерофлот“
Полет 012 на „Аерофлот“ е редовен международен пътнически полет от летище „Пекин“, Пекин, Китай, до летище „Шереметиево“, Москва, Руска съветска федеративна социалистическа република, Съюз на съветските социалистически републики, с междинно спиране в Иркутск, управляван от „Аерофлот“. На 13 юли 1963 г. самолетът „Ту-104B“, който изпълнява полета, се разбива при кацане на планираната междинна спирка в Иркутск. 33 от 35-те души на борда загиват при катастрофата, включително всички 8 членове на екипажа и 25 пътници.
Сред загиналите са 7 албанци, заедно с албанския посланик в Китай и поета Драго Силики, както и трима китайци. Останките на албанските и китайските жертви са отнесени в Пекин за голямо публично погребение, на което присъства премиерът Джоу Енлай. Въпреки това периодично издание за авиацията в Съединените американски щати отбелязва, че съветската преса „на практика е пренебрегнала“ катастрофата.
Обяснението за инцидента е, че екипажът получава противоречиви данни за времето относно ниската облачност. Самолетът се спуска твърде рано. При излизане от облачната покривка на по-малко от 60 метра от земята пилотите се опитват да предприемат действие за избягване на сблъсък, но не успяват и самолетът се удря в терена на по-малко от 5 км от пистата, около 10:00 ч. сутринта местно време.